# Морська пошта

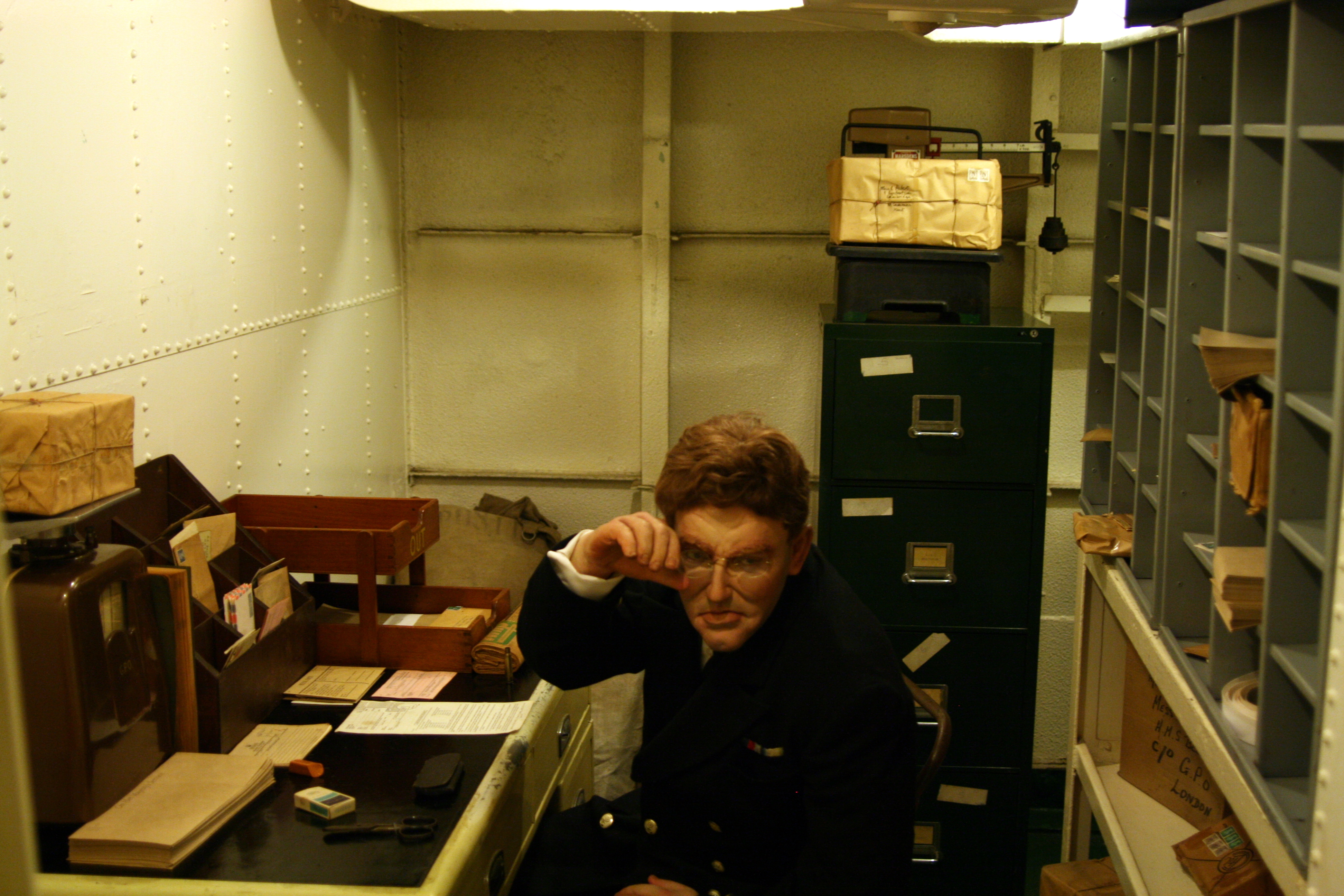
Поштова кімната на судні-музеї «Белфаст»

Морська пошта або суднова, корабельна, пароплавна чи водна пошта — у загальному визначенні, перевезення пошти та здійснення поштових операцій на морському флоті.
Поняття морської пошти має ряд визначальних понять, зокрема, планове перевезення пошти морськими суднами, поштові відділення на борту суден та поштові відправлення суднової пошти.

## Планове перевезення пошти суднами регулярних судноплавних ліній

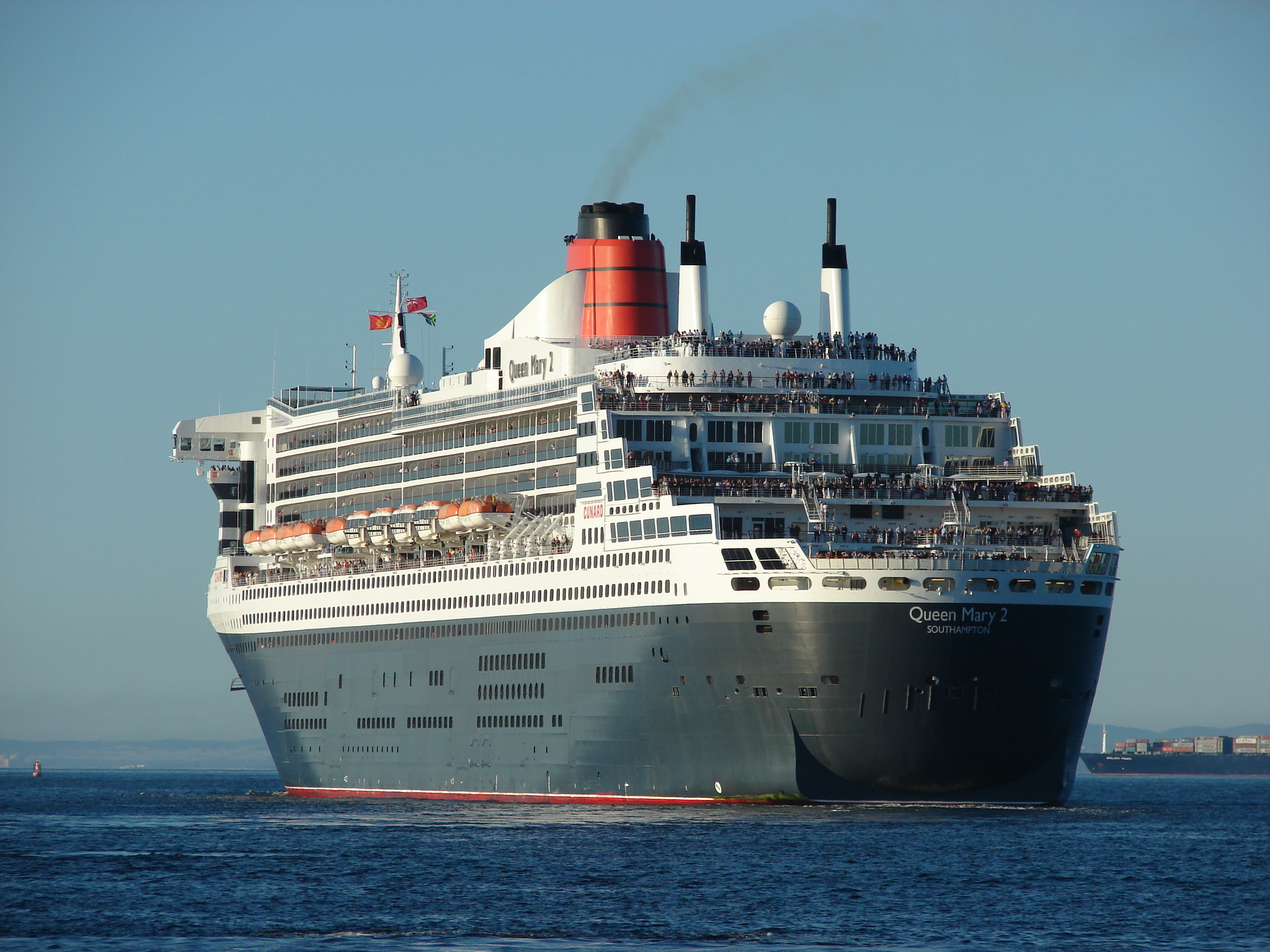
Сучасне судно «Queen Mary 2» зі статусом поштового судна

Поштові операції здійснюються екіпажами суден і включають прийом, охорону і здачу на поштамт призначених для перевезення поштових відправлень в спеціальних мішках, які в найближчому порту передаються поштовим установам для подальшої доставки.
Для перевезення пошти морськими шляхами долучаються судна різного призначення, які можуть взяти на борт попутний вантаж, однак раніше для цього експлуатувалися і спеціальні судна. У Великій Британії судна, які перебувають на службі в Королівської пошти, мають перед власною назвою спеціальний префікс «RMS» — Royal Mail Ship (укр. Судно Королівської Пошти), що визначає його приналежність до поштової служби.
Серед суднен із префіксом «RMS» були: «RMS Carpathia», «RMS Lusitania», «RMS Mauretania», «RMS Olympic», «RMS Titanic», «RMS Lancastria», «RMS Queen Elizabeth 2». Нині такий статус має «RMS Queen Mary 2».

## Поштові відділення на борту суден
Поштові відділення на борту судна приймають поштові відправлення і виконують інші поштові операції (включно із продажем знаків поштової оплати, конвертів, періодичних видань тощо). Такі відділення мають штемпелі суднової пошти з відповідним текстом. Суднові поштові відділення використовують звичайні поштові марки, випущені поштовим оператором країни, на службі якої перебуває судно.

## Поштові відправлення суднової пошти
Відправлення суднової пошти мають певні відмітки, які підтверджують перевезення пошти морським шляхом. Вони також можуть гаситися штемпелями суднових відділень зв'язку. Відправлення суднової пошти таким чином відзначаються особливими штемпелями і позначками, а також особливими марками.